# Mount Warrawolong
Mount Warrawolong är ett berg i Australien. Det ligger i regionen Cessnock och delstaten New South Wales, i den sydöstra delen av landet, omkring 92 kilometer norr om delstatshuvudstaden Sydney. Toppen på Mount Warrawolong är 311 meter över havet.
Runt Mount Warrawolong är det tätbefolkat, med 266 invånare per kvadratkilometer.. Närmaste större samhälle är Cooranbong, omkring 20 kilometer öster om Mount Warrawolong. 
I omgivningarna runt Mount Warrawolong växer i huvudsak städsegrön lövskog. Genomsnittlig årsnederbörd är 1 286 millimeter. Den regnigaste månaden är februari, med i genomsnitt 201 mm nederbörd, och den torraste är juli, med 36 mm nederbörd.